# آنتونیو اولیویرا (بازیکن فوتبال، زاده ۱۹۸۲)
آنتونیو اولیویرا (انگلیسی: António Oliveira؛ زادهٔ ۹ اکتبر ۱۹۸۲) بازیکن فوتبال اهل پرتغال است.
از باشگاه‌هایی که در آن بازی کرده‌است می‌توان به باشگاه فوتبال سانتا کلارا اشاره کرد و همچنین او پسر تونی اولیویرا سرمربی سابق باشگاه فوتبال تراکتور است.